# Corusca
Genre
Corusca est un genre d'araignées aranéomorphes de la famille des Salticidae.

## Distribution
Les espèces de ce genre sont endémiques de Hainan en Chine,.

## Liste des espèces
Selon World Spider Catalog (version 18.0, 25/03/2017) :
- Corusca acris Zhou & Li, 2013
- Corusca bawangensis Zhou & Li, 2013
- Corusca falcata Zhou & Li, 2013
- Corusca gracilis Zhou & Li, 2013
- Corusca jianfengensis Zhou & Li, 2013
- Corusca liaoi (Peng & Li, 2006)
- Corusca sanyaensis Zhou & Li, 2013
- Corusca setifera Zhou & Li, 2013
- Corusca viriosa Zhou & Li, 2013
- Corusca wuzhishanensis Zhou & Li, 2013

## Publication originale
- Zhou & Li, 2013 : Two new genera of jumping spiders from Hainan Island, China (Araneae, Salticidae). Zootaxa, no 3712(1), p. 1-84.